# Mantoniella
Mantoniella ist eine Algen-Gattung in der Familie der Mamiellaceae. Typus-Art (Holotyp) ist Mantoniella squamata.

## Beschreibung
Mantoniella squamata ist eine einzellige Grünalge, die einen außergewöhnlichen Stoffwechsel in den Pigmenten ihres Lichtsammelkomplexes aufweist.
Die Alge wurde 1952 von E. A. George aus dem Brackwasser der Lancaster Salt Marsh (England, GB) isoliert und 1960 von Irene Manton und Mary Parke als Micromonas squamata zum ersten Mal beschrieben, und sie wurde dem Stamm der Prasinophyceae (Klasse: Chlorophyta) zugerechnet.
Inzwischen wurde die Gattung Mantoniella jedoch zusammen mit ihrer Ordnung Mamiellales in eine eigene Klasse, die Mamiellophyceae, eingeordnet (Marin und Melkonian, 2010).
Detailliertere morphologische Studien führten zur Abgrenzung von der unbeschuppten Micromonas pusilla. 1972 benannte Desikachery die Alge in Erinnerung an die Beiträge der britischen Botanikerin Irene Manton über begeißelte Grünalgen Mantoniella squamata.
Mit ihrer physiologischen Ausstattung ist Mantoniella squamata ein sehr geeigneter Organismus, um Fragen der funktionellen Organisation der Antennensysteme bzw. der Pigmentbiosynthese zu untersuchen.
Die zweite Spezies (Art) in dieser Gattung ist Mantoniella antarctica.
Die einzellige Alge ist von ovaler Gestalt bei einer Größe zwischen 3 und 5 μm. Sie besitzt zwei Geißeln und einen randständigen becherförmigen Chloroplasten mit einem von Stärke umgebenen Photosynthesepigment (Pyrenoid). Dieses Merkmal teilt sie mit anderen Chlorophyta. Um die Alge befindet sich als äußere Hülle eine Schicht sich überlagernder spinnwebartiger Schuppen. Sie sind organischen Materials und haben der Alge das Art-Epitheton squamata – geschuppt – verliehen.

## Lebensraum
Die Art ist in den Küstengewässern und Meeren der Nordhalbkugel zu finden.

## Besonderheiten im Lichtsammelkomplex
Auffällig ist die geringe Toleranz gegenüber höheren Lichtintensitäten. Diese Eigenschaft verbindet Mantoniella squamata mit mindestens einem weiteren Mitglied der Ordnung Mamiellales, Ostreococcus tauri. Die Gestaltung der lichtsammelnden Antenne und deren Pigmentierung unterscheiden sich deutlich von anderen Vertretern der Chlorophyta: Die Vielfalt der gebundenen Pigmente ist groß und umfasst auch Xanthophylle, die im Bereich der ‘Grünlücke’ von Photosystemen höherer Pflanzen absorbieren. Das macht die Alge für Forschungszwecke interessant, da deswegen auch die Energieleitung zwischen bislang weniger untersuchten Pigmenten analysiert werden kann. Ihr Xanthophyllzyklus ist zwar modifiziert, entspricht dennoch in der Grundstruktur dem der höheren Pflanzen.
Durch die systematische Stellung von Mantoniella squamata im Pflanzenreich lassen sich möglicherweise auch neue Erkenntnisse über die phylogenetische Entwicklung der Pigmentierungsmuster von Pigment-Protein-Komplexen gewinnen.
Neben dem von höheren Pflanzen bekannten β-Carotin-Syntheseweg treten bei Mantoniella squamata lichtbedingt zusätzliche Pigmente auch auf dem α-Carotin-Biosyntheseweg auf. Diese Eigenschaft verspricht neue Einsichten in das System der Photoprotektion, d. h. dem Schutz vor zu starker Sonneneinstrahlung.  Dieser schnell und stark aktivierbare Xanthophyllzyklus ermöglicht offenbar Schutz bei Starklichtperioden, die wenige Stunden nicht überschreiten. Eine Adaptation an Dauerlicht mittlerer Intensität ist jedoch nicht möglich.